# Șopârliță de frunzar
Șopârlița de frunzar (Ablepharus kitaibelii) este o șopârlă ovipară din familia scincide (Scincidae),  răspândită în sud-estul Europei și Turcia. În România a fost identificată în sudul Olteniei, în câmpia Dunării și în Dobrogea.

## Etimologie
Numele acestei specii, kitaibelii, este dedicat botanistului și chimistului maghiar Pál Kitaibel.

## Taxonomie
Specia Ablepharus kitaibelii cuprinde 4 subspecii:
- Ablepharus kitaibelii kitaibelii (Bibron & Bory 1833) - în Grecia, inclusiv în insulele din Marea Egee și Ionică
- Ablepharus kitaibelii fabichi Stepanek 1938 -  în insulele grecești Mikronisi (lângă Creta), Kasos și Karpathos.
- Ablepharus kitaibelii fitzingeri Mertens 1952 - în sudul Republicii Slovace și în Ungaria
- Ablepharus kitaibelii stepaneki Fuhn 1970 - în România, Bulgaria, fosta Iugoslavie (Serbia, Bosnia și Macedonia), Albania

## Răspândirea
Șopârlița de frunzar cuprinde patru subspecii, care trăiesc în Albania, Bulgaria, Croația, Grecia, Ungaria, Macedonia, România, Serbia, Slovacia, vestul și centrul Turciei.
În România a fost semnalată în sudui Olteniei, în câmpia Dunării și în Dobrogea. Lipsește în nord-vestul României, în Transilvania, Moldova și Bucovina.

## Habitatul
Șopârlița de frunzar trăiește în pădurile de stepă din regiunea de câmpie, ca și în cele din silvostepă, de obicei în porțiunile mai uscate și însorite, cu frunzar și vegetație ierboasă, în luminișuri, rariști sau la lizieră, de-a lungul potecilor. Uneori apare și în regiunile calcaroase ale Dobrogei, pe pantele cu vegetație și pietriș. 

## Descrierea
Corpul are lungimea de 100-107 mm.
Trunchiul este robust, relativ lung, cilindric, îndesat. Capul relativ mic, scurt, puțin mai lung decât lat, ușor dilatat în regiunea temporală. Botul scurt și rotunjit. Gâtul este indistinct, trecerea de la gât la trunchi și de la trunchi la coadă se face treptat. Coada este lungă și ascuțită, de două ori mai lungă decât capul + trunchiul. 
Pe cap (pileus) se observă scuturi mari, dispuse regulat. Deschiderea externă a urechii vizibilă. Ochii fără pleoapă mobilă, cu o capsulă transparentă fixă. 
Picioarele foarte mici, subțiri, degetele relativ scurte; picioarele posterioare numai cu puțin mai lungi decât cele anterioare.
Corpul acoperit dorsal și ventral cu solzi mari, imbricați, cicloizi, de formă hexagonal-rotunjită; solzii sunt netezi și plați, cu luciu de smalț  și sunt dispuși în șiruri longitudinale; la mijlocul trunchiului 20 șiruri de jur împrejurul corpului. Vârful cozii este format, de un singur solz.

## Coloritul
Pe spate au un colorit arămiu sau brun-cenușiu, cu luciri  de smalț. Pe flancuri se observă două dungi late longitudinale, brun închise, care se întind de la rostru la coadă. Abdomenul este cenușiu-albastru, cu luciu sidefiu. 
Solzii de pe cap (pileus) pătați cu pete mici brune. Zona dorsală între cele două dungi închise, cu 4-6 linii alcătuite din fragmente scurte, închise și mărginite cu alb.

## Hrana
Se hrănește cu tot felul de artropode mici (coleoptere, aranee) și chiar cu râme. 
În captivitate se hrănește cu muște, drosofile, efemere, furnici, chironomide, afide, aranee, coleoptere, lumbricide, omizi nepăroase. 

## Comportamentul
Șopârlițele de frunzar evită arșița, ieșind în căutare de hrană cel mai des în primele ore ale dimineții și după amiază înainte de apusul soarelui. 
În mediu se observă greu, atât din cauza asemănării lor cu frunzele uscate (homocromie), cât și datorită faptului că se mișcă fără zgomot, dispărând în caz de primejdie pe sub frunze. Coada se desprinde ușor (autotomie), dar se regenerează mai târziu.
În sezonul rece hibernează îngropată în pământ unde intră în amorțire. Iese timpuriu din hibernare - la începutul lui martie.

## Reproducerea
Masculii sunt mai numeroși decât femelele. Jocurile nupțiale încep la mijlocul lui aprilie. Acuplarea are loc în luna mai. 
Spre deosebire de multe scincide, care sunt ovovivipare, șopârlița de frunziș este ovipară. Ponta depusă la începutul lui iunie constă din 3-4 ouă îngropate în pământ. Puii eclozează în august-septembrie și au la eclozare 45 mm lungime.